# Пьода, Джованни Баттиста
Джованни Баттиста Пьода (итал. Giovanni Battista Pioda; 4 октября 1808 года, Локарно, кантон Тичино, Швейцария — 3 ноября 1882 года, Рим, Италия) — швейцарский политик.

## Образование
Джованни Баттиста Пьода был старшим ребёнком в семье члена парламента Джованни Баттисты Пьоды. У него было одиннадцать братьев и сестёр, и он в свою очередь был отцом двенадцати детей. В 1816 году семья переехала в Нидерланды, где его отец принял командование батальоном. До 16 лет Пьода учился в школе в Мехелене, затем вернулся в Тичино. Он продолжил своё образование в бенедиктинском колледже в Беллинцоне. С 1825 года учился в школе при монастыре в Айнзидельне. В Коллежио Галло в Комо он изучал философию, затем право в Университете Павии, который окончил в 1831 году.
Два года спустя, он получил патент адвоката и нотариуса. В 1834 году стал окружным прокурором Локарно и занимал эту должность до 1839 года.

## Политическая деятельность
После либеральной революции в декабре 1839 года, Пьода вошёл в новое правительство в качестве писаря (Staatsschreiber). В этой должности он проработал до 1842 года. Активно участвовал в 1841 году в подавлении попытки государственного переворота ультрамонтанов. В 1842 году был избран в Государственный совет (правительство кантона Тичино) и возглавил департамент внутренних дел. С 1847 по 1855 год он вновь был писарем, а затем во второй раз вошёл в правительство, на этот раз как глава департамента строительства.
На федеральном уровне Пьода участвовал в различных конференциях по вопросам транспорта и почты, в Турине вёл переговоры о тарифах и по железнодорожным вопросам. С 1844 по 1848 год он был членом парламента. После войны с Зондербундом стал государственным уполномоченным в кантоне Фрибур, где он сумел успешно выступить посредником между либералами и консерваторами, добившись примирения. В 1848—1854 и 1855—1857 годах избирался в Национальный совет (президент 1853—1854). С 1854 по 1855 год был членом Совета кантонов.
После неожиданной смерти Стефано Франшини, Пьода считался вероятным кандидатом в его преемники. 30 июля 1857 года Федеральное собрание на выборах в Федеральный совет, проголосовало за него 64 голосами из 127, в ходе первого же голосования. Он возглавил департамент внутренних дел, которым руководил на протяжении всего своего шестилетнего срока.
26 января 1864 года Пьода подал в отставку. Чуть позже он занял пост посла при дворе короля Виктора Эммануила II. Сначала он проживал в Турине, с 1865 года в Флоренции, и, наконец, с 1870 года в Риме.